# 新榮有理
新榮 有理（あらえ ゆうり、2001年2月9日 - ）は競技麻雀のプロ雀士。最高位戦日本プロ麻雀協会所属。

## 来歴
静岡県磐田市出身。2022年に最高位戦日本プロ麻雀協会のプロテスト（第47期前期）に合格し東海支部所属の麻雀プロとなる。
プロ2年目の2023年、実質的な新鋭オープン戦となったシンデレラファイトに参戦、予選こそ免除だったものの、本戦ではノーシードから勝ち上がり、決勝卓では木下遥・長谷川栞・松田彩花といった実力者を相手に2連勝を飾り、初タイトルを手に入れた。
2024年から拠点を東京に移す。同年にはU-NEXT Piratesの特別対局企画「パイレーツトレジャーハント」で佐伯菜子と共に実況を担当、さらにMトーナメント2024ではリポーターとして出演するなど活躍の幅をひろげている。

## 雀風・人物
- 高い打点意識を持ちながら、リードする局面では軽快な仕掛けからの局消化も厭わない、いわゆる「バランス型」の麻雀を打つ[3]。
- プロ歴は浅いものの、最高位戦のカレンダーの表紙を飾ったり、実況を担当するなど露出の機会は多い[3]。
- 「新榮」は父方の名字であり、本名（母方の姓）とは異なるとのこと[3]。